# Bleu de Costaros
Le bleu de Costaros est un fromage au lait de vache français fabriqué en Auvergne, dans le village de Costaros (Velay). C'est une petite production locale au lait cru.

## Description
Le bleu de Costaros est un fromage d'Auvergne produit à partir de lait de vache. Il est fabriqué dans le Velay, dans le village de Costaros, de manière traditionnelle et en petite quantité. 
C'est un petit fromage en forme de cylindre, d'un diamètre de 10 centimètres. Il fait 7 à 8 centimètres d'épaisseur et pèse de 550 à 600 grammes. Il a une croûte dure fleurie et sa pâte est grasse, blanche avec des moisissures irrégulières, qui forment des veines. Ni pressée ni cuite, elle est collante et élastique. La croûte se forme naturellement pendant l'affinage. 

## Saveur
Fabriqué au lait cru, sa moisissure naturelle lui donne un goût prononcé. Il a une odeur douce. Il est parfois appelé « fromage à vers », en référence au ciron, un acarien qui s'y développe. Il est produit toute l'année, mais la meilleure époque va de juin à décembre.